# 瓦房店西駅
瓦房店西駅（がぼうてんにしえき）とは、中華人民共和国遼寧省大連市瓦房店市に位置する哈大旅客専用線の駅。

## 歴史
- 2012年12月1日　開業。

## 隣の駅
中華人民共和国鉄道部
哈大旅客専用線
鮁魚圏駅 - 瓦房店西駅 - 普湾駅
座標: 北緯39度39分20秒 東経121度50分00秒 / 北緯39.655669度 東経121.833410度